# Feldbahn Rudnik–Kraśnik
| Drehgestelle mit Doppelspurkranzrädern vor der Feldbahn-Reparaturwerkstätte Kraśnik Heeresbahnhof Kraśnik (Übergang zur Vollbahn)                         |        |                                  |                                  |
| Streckenlänge: | 85 km  |                                  |                                  |
| Spurweite: | 700 mm |                                  |                                  |
| |        |                                  |                                  |
| \| \| \| Bahnhof Rudnik (Vollbahn) \| \| \| \| 0 \| Rudnik \| Rudnik \| \| \| 85 \| Kraśnik \| Kraśnik \| \| \| \| Heeresbahnhof Kraśnik (Vollbahn) \| \| |        |                                  |                                  |
| Bahnhof quer |        | Bahnhof Rudnik (Vollbahn)        | Bahnhof Rudnik (Vollbahn)        |
| Kopfbahnhof Streckenanfang (Strecke außer Betrieb) | 0      | Rudnik                           | Rudnik                           |
| Kopfbahnhof Streckenende (Strecke außer Betrieb) | 85     | Kraśnik                          | Kraśnik                          |
| Bahnhof quer |        | Heeresbahnhof Kraśnik (Vollbahn) | Heeresbahnhof Kraśnik (Vollbahn) |

Die Feldbahn Rudnik–Kraśnik (polnisch Linia kolejowa Rudnik–Kraśnik) war eine während des Ersten Weltkriegs von den österreichisch-ungarischen Landstreitkräften verlegte und betriebene, 85 km lange militärische Pferdebahn mit 700 mm Spurweite von Rudnik im Bezirk Nisko in Galizien nach Kraśnik im Powiat janowski des russischen Gouvernements Lublin.

## Geschichte
Die Feldbahn verlief östlich der Weichsel in Nord-Süd-Richtung und diente den verbündeten Truppen bei den Schlachten in Galizien wohl nach der ersten Schlacht von Kraśnik im August 1914 bis zur zweiten Schlacht von Kraśnik im Juli 1915 für den Transport von Nachschub bei der Eroberung und Verteidigung des umliegenden Gebiets gegen die sich nach Osten zurückziehenden Russen. Rudnik und Lezajsk wurden von österreichischen Truppen zurückerobert und Jaroslau von deutschen Truppen.
Auch im Zweiten Weltkrieg wurde eine der erst im November 1939 mobil gemachten Feldbahn-Kompanien vom Mai 1940 bis Mai 1941 im Gebiet um Rudnik und Tarnogród für den Bau und Betrieb von Feldbahnen eingesetzt.

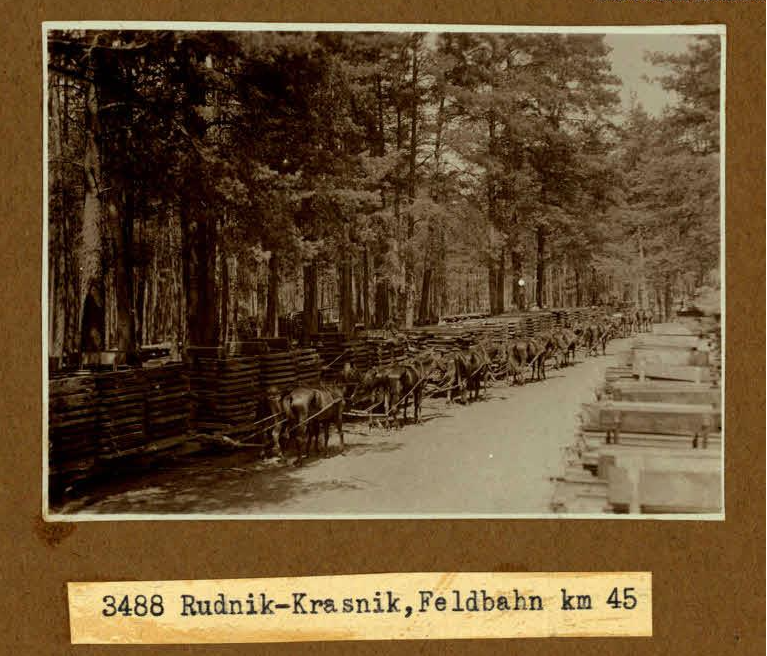
Feldbahn Rudnik–Kraśnik km 45
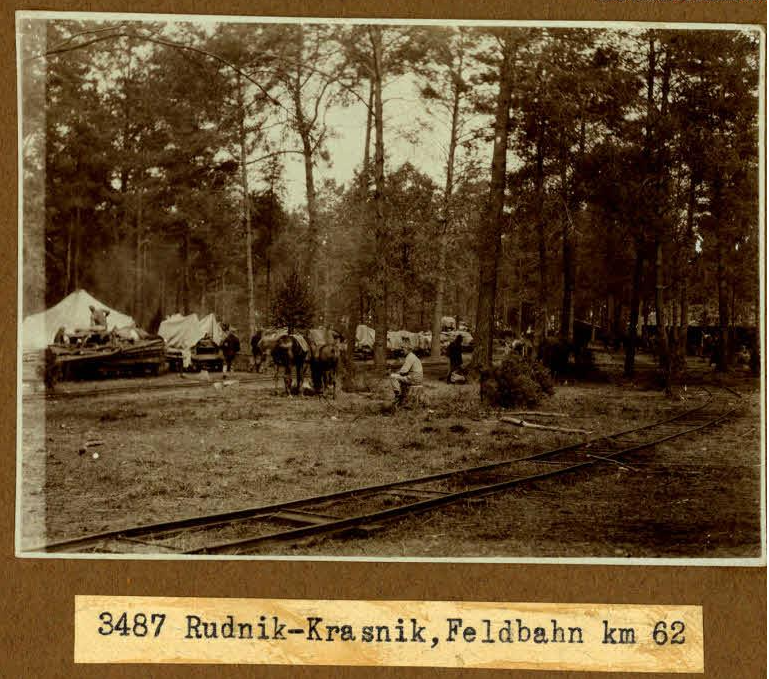
Feldbahn Rudnik–Kraśnik km 62
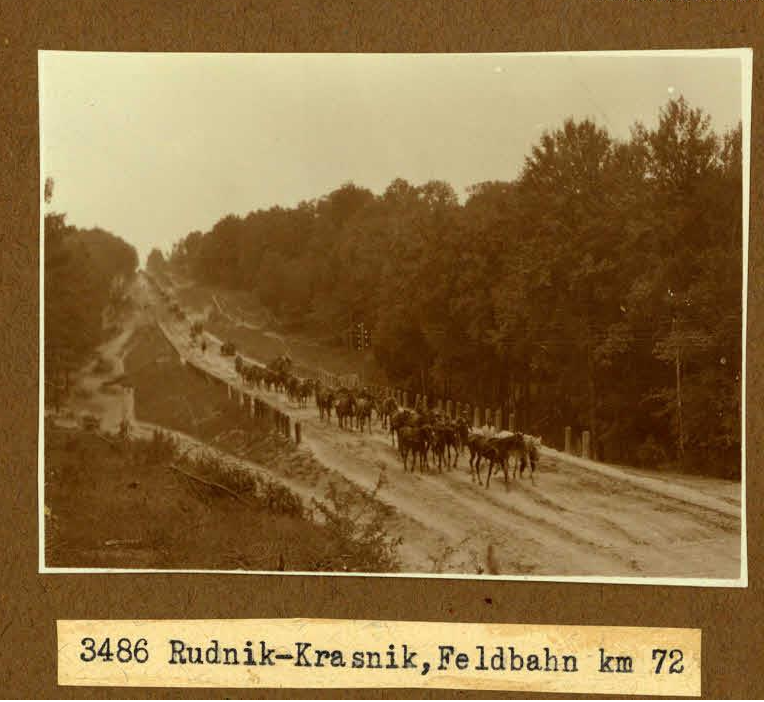
Feldbahn Rudnik–Kraśnik km 72
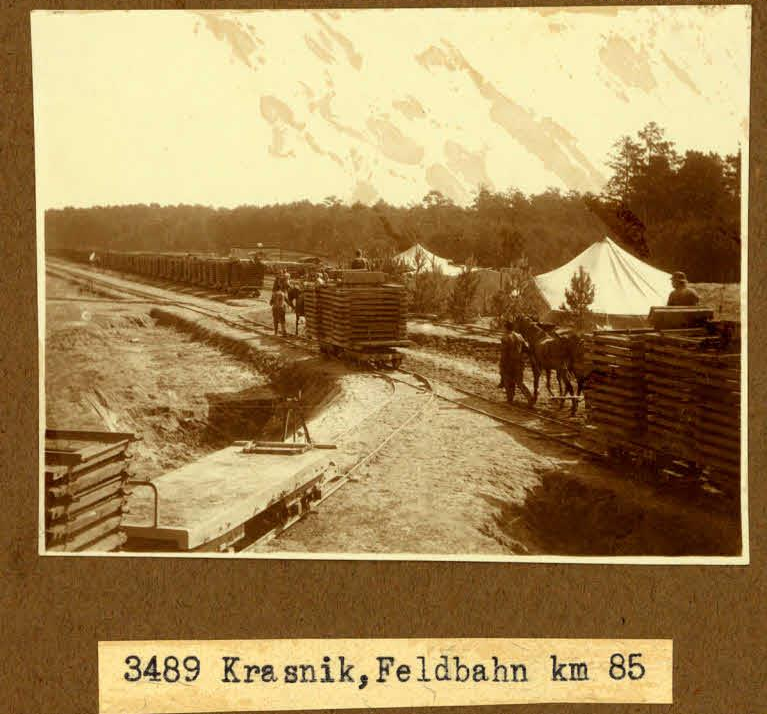
Feldbahn Rudnik–Kraśnik km 85